# 普拉蒂珀斯嶺
70°42′S 163°43′E / 70.700°S 163.717°E
普拉蒂珀斯嶺（英語：Platypus Ridge）是南極洲的山嶺，位於維多利亞地的彭內爾海岸，處於利利冰川終點西岸，流經鮑爾斯山脈，最終注入奧布灣，在1962年2月由澳大利亞探險隊測量員命名。